# Betta aurigans
Betta aurigans es el nombre taxonómico binomial de una especie de pez hasta hace poco desconocida, que se encuentra en Natuna Besar, Indonesia. Al ser un Betta de difícil identificación, no hubo más información hasta ahora.

## Acuario
Este pez se puede mantener en pareja, en tanques solo para ellos o, simplemente,  tanques comunitarios. Soportan vivir en 10 a 30 litros de agua. Los grupos deben ser alojados en un depósito de 165 L (aproximadamente 55  galones) o en depósitos-acuarios más grandes. En el depósito se deben colocar cuevas y plantas.

## Condiciones de agua
Este Betta debe tener el agua blanda y ácida (pH 5-6), y bien filtrada. Debe mantenerse alrededor de los 21,1 °C (aproximadamente 70 °F).

## Sexado
Los machos tienen un color más intenso en las aletas dorsal y anal, mientras que estas son más redondas en las hembras.

## Reproducción
El Betta aurigans  es un incubador bucal paterno.

## Identificación
La identificación se basa en las franjas de la cara.